# Roland Kollmann (Fußballspieler)
Roland „Roli“ Kollmann (* 8. Oktober 1976 in Villach) ist ein ehemaliger österreichischer Fußballspieler. Seine größten Erfolge erzielte er als Stürmer beim Grazer AK.

## Karriere
Seine fußballerische Karriere startete Kollmann bei seinem Heimatverein SC Landskron. Seine weitere Laufbahn führte ihn zunächst nach Innsbruck zum FC Tirol Innsbruck. Nach einer schweren Verletzung, erlitten in einem seiner ersten Spiele für den Tiroler FC, wechselte er zum zweitklassigen FC Kärnten, wo er in der Saison 2000/01 unter Trainer Walter Schachner maßgeblich zum Aufstieg in die höchste Spielklasse beitrug.
2001 wechselte er zum niederländischen Verein Twente Enschede. Nach zwei Verletzungen und damit verbunden mäßigen Erfolgen in der Eredivisie wurde er in der Winterpause 2001/02 von Manager Günther Koschak für den Grazer AK (GAK) verpflichtet.  Nachdem mit Walter Schachner sein vormaliger Förderer als Trainer engagiert worden war, feierte er seine größten Erfolge. So wurde er in der Saison 2003/04 Torschützenkönig und im gleichen Jahr Meister und Cupsieger.
Nach der Saison 2006/07 wechselte der Stürmer zum SK Austria Kärnten. Nach einem Jahr in Kärnten kehrte er wieder zum GAK zurück. Nachdem er in der ersten Spielzeit nach seiner Rückkehr bei zwölf Ligaeinsätzen sechs Treffer erzielte und den Aufstieg in die Erste Liga mit seinem Team nur knapp nicht schaffte, kam er in der Spielzeit 2009/10 in 27 Meisterschaftsspielen zum Einsatz und erzielte dabei 25 Treffer. 
2011 wurde sein Vertrag nicht verlängert. Kollmann wechselte Jänner 2012 zur SVG Bleiburg, einem Team in der Kärntner Landesliga.

## Trainer
Am 3. April 2012 übernahm Kollmann das nach dem Rücktritt von Miha Kreutz vakante Amt als Haupttrainer bei Bleiburg (mit Co. Mario Petschnig) und übte dieses bis zum 2012 ausgetragenen Meisterschaftsspiele aus. 

## Trivia
Im Jänner 2013 wechselte Roland Kollmann zum Klagenfurter AC in die fünftklassige Unterliga Ost, kam aber dort bei keinem Meisterschaftsspiel zum Einsatz und beendete in weiterer Folge seine Karriere als Fußballspieler. Danach zog er nach Florida, wo er an der Schulz Academy, die bis zu dessen Tod im Juli 2013 vom gebürtigen Österreicher Josef Schulz geleitet wurde, die Stelle als Director of Coaching annahm und fortan auch als Nachwuchstrainer fungierte.

## Nationalmannschaft
Kollmann absolvierte elf Einsätze für die österreichische Nationalmannschaft, bei denen er vier Tore erzielen konnte. Sein Länderspieldebüt feierte er am 6. September 2003 in der Qualifikation zur Europameisterschaft 2004 gegen die Niederlande.

## Besonderheiten
In Erinnerung ist sein Freistoßtor zum 1:2-Anschlusstreffer gegen England (Endstand 2:2) in der Qualifikation zur WM 2006.